# Institución Educativa Distrital San Fernando
La Institución Educativa Distrital San Fernando (conocida como I.E.D. San Fernando) es una institución de educación básica colombiana de carácter público a nivel departamental, su sede principal se localiza en la ciudad de Santa Marta, capital del departamento de Magdalena en Colombia

## Fundación
Fue fundada en 1970, Las personas dirigentes de la invasión sucedida aproximadamente en el año 1965 vislumbraron para el futuro de su comunidad la acción educativa y por eso fue que dejaron un espacio para la construcción de una escuela. Organizados en acción comunal pidieron ayuda al gobierno quien les dio los materiales de construcción y con la intervención de mano de obra de los colonos y soldados del batallón Córdova, se construyeron tres aulas, una pieza para el celador y una unidad sanitaria, dando inicio a las clases en el año 1970. Se le dio el nombre de Escuela San Fernando, en honor al nombre del barrio tomado de un abogado llamado Fernando Fernández Cuello, quien defendió los derechos de los moradores en el momento en el que los iban a desalojar de los terrenos invadido, teniendo como directora a la profesora Mydia Castellón de Sánchez, acompañada con tres maestros Marinelda Manjarres, Rocio Buendia y Alba Fernández de Cabrera, para atender los grados 1º, 2º y 3º de básica primaria. Con los años se hizo necesario ampliar su cobertura debido al crecimiento de la demanda educativa del barrio.

## Historia
En el año 1971 se abrió el grado 4º de la básica primaria y al año siguiente se acondiciono otra aula dando así la oportunidad de abrir el grado 5°, atendido por la docente Elvany Amaris de Martínez, quedando así completo el nivel de básica primaria.
En el año de 1987 siendo secretario de educación el Dr. Carlos Retamozo, consiguió una partida para construir el kiosco para preescolar, regaló un valioso material para el mismo y nombró a la profesora Olivia Duran Rizzo con bastante experiencias en este nivel, brindándose así atención a los niños de cinco (5) años en el nivel de preescolar.
Posteriormente, fue nombrada como rectora en el año 1979 La Licenciada Elvany Amaris de Martínez, quien se destacó por su gran gestión administrativa, pero sobre todo, por el gran amor por la Institución y por la comunidad. Se retiró de la Institución por pensión en el año 2008.
En el año 1997 se amplió cobertura en el nivel a la educación básica secundaria, con el grado 6º mediante resolución 433 del 24 de agosto de 1998. En los años consecutivos se abrieron los demás grados hasta el grado 9º, completando la básica secundaria.
A partir del 5 de septiembre de 2001, la secretaria de educación distrital, unificó las jornadas mañana y tarde en un solo centro educativo en rectoría única.

## Afiliaciones
En marzo del 2003 se suscribe un convenio con CAJAMAG para que los estudiantes recibieran las clases de informática, convenio que duró hasta el 2005 cuando se creó la sala de informática de la Institución.
En el año 2003 se convierte en Institución Educativa Distrital y se le adhiere el Centro educativo José Antonio Galán hoy I.E.D. San Fernando Sede 2, quien tenía como Directores a los Licenciados Hernando Torne en la Jornada de la mañana y José Salas, en la jornada de la tarde. Esta sede se fundó en el año de 1986, mediante resolución ——— siendo alcalde el Sr José Ignacio Vives Echeverría, asignándole por nombre JOSE ANTONIO GALAN, en honor a un prócer de la Patria, quien a petición de la comunidad y con el apoyo del ICETEX, construyó 3 aulas, iniciando como directora la Lic. Ana Fontanilla, y luego se amplió cobertura y se creó la jornada de la tarde.
En el año 2005 mediante resolución —— se anexo el Centro Educativo Carlos Lacauture Dangond pasando a ser la I.E.D. San Fernando Sede 3, siendo su Director el Lic. Richard Pacheco. Esta sede fue fundada en .
En el 2008, ante el retiro de la Lic Elvany Amaris de Martinez, quien se desempeñaba como Rectora, asume la dirección de la Institución la Licenciada Katty Noriega, en calidad de encargada. El 12 de marzo mediante resolución Nº 0087 del 27 de febrero/2009 asume la Rectoría el Administrador de Empresas Alfonso Altahona Ariza.
Durante su administración se han realizado mejoramientos en la planta física de la sede 1, a través de ley 21; construcción de un aula y de una nueva sala de profesores, la gestión de 100 portátiles para la sala de informática de las tres (3) sedes En la sede 2 remodelación de las unidades sanitarias, y los salones de clases (cielo raso). Adecuación de una aula para reuniones de padres de familia y eventos, instalación de techo para el patio, instalación y funcionamiento de aires acondicionados, En la sede 3 se ha realizado la construcción de una tarima para la realización de actos cívicos; Se construyó con los recursos de gratuidad una nueva aula de clases, se adecuó la sala de informática, incluido los aires acondicionados; Se han dotado de sillas para reuniones, En el aspecto cultural ha apoyado el festival de teatro proyectándolo a la comunidad samaria en general igual la Feria Microempresarial.
Actualmente funciona como I.E.D. San Fernando con tres sedes, con una población estudiantil de 2161 estudiantes, con 2 coordinadores en cada sede y un grupo de 63 docentes.

## Semillero de investigación
Un proyecto en el cual los estudiantes muestran sus distintos temas de investigación a entidades públicas.

### Encuentro en Santa Marta 2022
Inicio en Santa Marta presentándose los estudiantes en corporaciones educativas (SENA), presentando así sus distintos proyectos de investigación basados en el Océano.

### Encuentro en Medellín 2022
Varios sistemas de educación asistieron al evento nacional e internacional ubicado en la ciudad de Medellín, Colombia.
Participando la institución Educativa Distrital San Fernando con cuatro (4) proyecto.
- Características del blanqueamiento de corales juveniles en Taganga.

- Características del recurso hídrico de la parte baja y urbana del río Manzanares.

- Ecología de las Praderas del Pasto Marino Thalassia testudinum: un Ecosistema Estratégico del Parque Tayrona de Santa Marta.

- Diversidad marina

### Encuentro en Ciénaga 2023
Inicio el 24 de agosto de 2023 en la localidad de Ciénaga, Magdalena presentándose los estudiantes en corporaciones educativas (INFOTEP), presentando así sus distintos proyectos de investigación basados en el Océano, Calentamiento global entre otros.